# Blohm & Voss Bv P.212

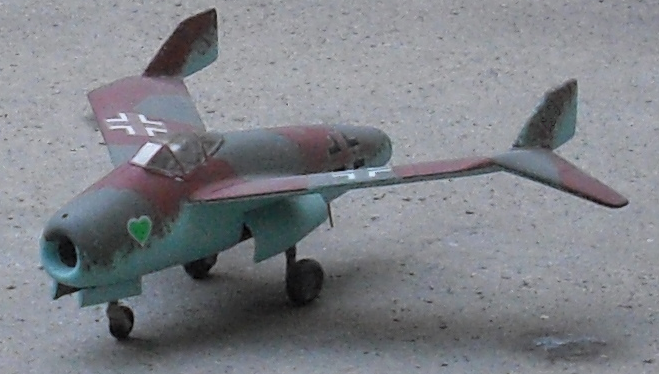
Blohm und Voss Bv P.212

De Bv P.212 was een project voor een jachtvliegtuig voor gebruik op grote hoogte dat werd ontwikkeld door de Duitse vliegtuigbouwer Blohm und Voss.

## Ontwikkeling
Binnen de Luftwaffe was tegen het einde van 1944 de behoefte ontstaan aan een jachtvliegtuig voor gebruik op grote hoogte. In de specificatie was opgenomen dat het ontwerp gebruik moest maken van de nieuwe Heinkel He S 011-straalmotor. Binnen het project werden verschillende ontwerpen gemaakt.

## Uitvoeringen

### Bv P.212.01
De romp was bij dit ontwerp kort en dik uitgevoerd met de Heinkelstraalmotor in de achterkant van de romp geplaatst. In de rompneus was de luchtinlaat aangebracht. De luchtinlaat was kort uitgevoerd. De vleugels waren hoog tegen de rompzijkant geplaatst en waren van een pijlstand van 45 graden voorzien. Tevens hadden ze een geringe V-vorm omhoog. Er waren twee richtingsroeren op de vleugels geplaatst, vlak bij de vleugeltippen. Er was een neuswiellandingsgestel aangebracht. Het neuswiel werd achterwaarts in de rompneus opgetrokken. Het moest echter wel eerst over 90 graden worden gedraaid. Het hoofdlandingsgestel werd voorwaarts in de onderkant van de romp opgetrokken. De cockpit was in de rompneus aangebracht en van een druppelkap voorzien.

### Bv P.212.02
Dit ontwerp was een verdere ontwikkeling van het eerste ontwerp. Men had de romp verlengd en de vleugels waren aan het einde voorzien van kleine staartbomen met hieraan de vleugeltippen. De vleugeltippen wezen onder een hoek naar beneden. De bewapening was in de onderkant van de rompneus geplaatst.

### Bv P.212.03
Dit werd het uiteindelijke ontwerp voor het project. Men leverde het ter goedkeuring in bij het RLM en de Luftwaffe. De romp was weer verlengd, waardoor de brandstoftanks konden worden vergroot. De vleugels waren weer hoog tegen de rompzijkant geplaatst en waren voorzien van een pijlstand van 40 graden. Ook was er een grotere V-vorm toegepast. De vleugeltippen waren kleiner uitgevoerd en wezen onder een grotere hoek naar beneden. De richtingsroeren waren op de bovenkant van de vleugels aangebracht, vlak voor de vleugeltippen. De vleugels waren zo ontworpen dat men ze van hout of metaal kon vervaardigen. Beide uitvoeringen werden met staal bekleed. Er kon 2.100 lt brandstof in de vleugels en de romp. Er was ook de mogelijkheid voor het vervoeren van twee 300lt-droptanks. De cockpit was op de romp aangebracht en van een druppelkap voorzien. Tevens was hij als drukcabine uitgevoerd. De bewapening bestond uit 22 R4M lucht-lucht-raketten in de rompneus en twee 30mm-MK108-kanonnen in de romponderkant of drie 30mm-MK018-kanonnen in de rompneus en een SC500-bom van 500 kg of zeven 30mm-MK108-kanonnen in de rompneus, romponderkant en een gondel onder de rompachterkant.
Eind februari werd de Focke Wulf Ta 183 in productie genomen. Desondanks werden er toch drie prototypen van de Bv P.212.03 besteld. In mei 1945 werd er met de bouw begonnen. De eerste vlucht zou in augustus kunnen plaatsvinden. Het einde aan de oorlog maakte ook een einde aan dit project.
- Spanwijdte: 9,50 m.
- Lengte: 7,55 m.
- Maximumsnelheid: 1.035 km/uur.